# 푸블리우스 술피키우스 갈바
푸블리우스 술피키우스 갈바 막시무스(Publius Sulpicius Galba Maximus, 기원전 3세기 경 – 기원전 2세기 경)는 로마 공화정의 장군, 정치가이다. 로마 집정관에 두 차례 선출되었고, 독재관으로 한 차례 임명되었다. 제2차 포에니 전쟁과 제1차 마케도니아 전쟁, 제2차 마케도니아 전쟁에 참전하였다.

## 생애
설피키아 가문의 출신으로, 설피키우스 갈바는 세르비우스 설피키우스 갈바의 아들이다. 이전에 정무관 자리에 있은 적은 없지만, 제2차 포에니 전쟁으로 인해, 기원전 211년, 갈바는 그나이우스 풀비우스 칸투말루스 막시무스와 함께 집정관에 취임했다. 두 집정관의 임무는 카르타고 한니발 장군의 기습공격으로부터 로마의 도시를 방어하는 것이었다.
이 해, 카르타고의 한니발이 군대를 이끌고 수도 로마까지 다가왔다. 갈바의 수중에 2개 군단이 있었지만, 그는 정면 대결을 피하고 한니발이 후퇴하는 것을 기다렸다.
갈바는 기원전 210년과 기원전 206년 그리스의 속주 총독(프로콘술)이 되었고, 제1차 마케도니아 전쟁에서 싸웠다. 갈바는 로마 함대를 이끌고 에게해를 들어 가 기원전 210년에 에기 섬을 점령했다. 그러나 다른 내세울만한 전과는 거의 없었고, 그리스 본국에서 마케도니아의 우세 하에서 전쟁은 끝났다.
기원전 203년, 갈바는 독재관에 취임하였다. 기원전 200년에는 다시 집정관으로 선출되어 제2차 마케도니아 전쟁을 주도했다. 갈바는 아폴로니아에 상륙하여 서쪽에서 마케도니아를 침공했다. 눈에 띄는 전과는 아니었지만, 아이톨리아를 로마의 동맹국으로 만드는데 성공했다.
기원전 197년과 기원전 196년, 갈바는 티투스 퀸크티우스 플라미니누스와 그리스 문제로 부딪혔다. 또한 외교관으로서 셀레우코스 왕조의 안티오코스 3세 휘하에 파견되었다.